# ولری کروز
ولری کروز (انگلیسی: Valerie Cruz؛ زادهٔ ۱۸ ژوئیهٔ ۱۹۷۶) یک هنرپیشه اهل ایالات متحده آمریکا است.
او در فیلم خط بازی کرده‌است.